# Криже (Брежице)
Криже (словен. Križe) — поселення в общині Брежиці, Споднєпосавський регіон, Словенія. Висота над рівнем моря: 428 м.